# Blaisy
Blaisy település Franciaországban, Haute-Marne megyében. Lakosainak száma 67 fő (2022. január 1.). Blaisy Gillancourt, Jonchery, Juzennecourt és Sexfontaines községekkel határos.

## Népesség
A település népességének változása:
| Lakosok száma | 46   | 63   | 73   | 84   | 76   | 74   | 75   | 73   | 68   | 67   |
|               | 1968 | 1982 | 1990 | 2006 | 2013 | 2015 | 2017 | 2019 | 2020 | 2022 |